# Grande Prêmio da Alemanha de 2004

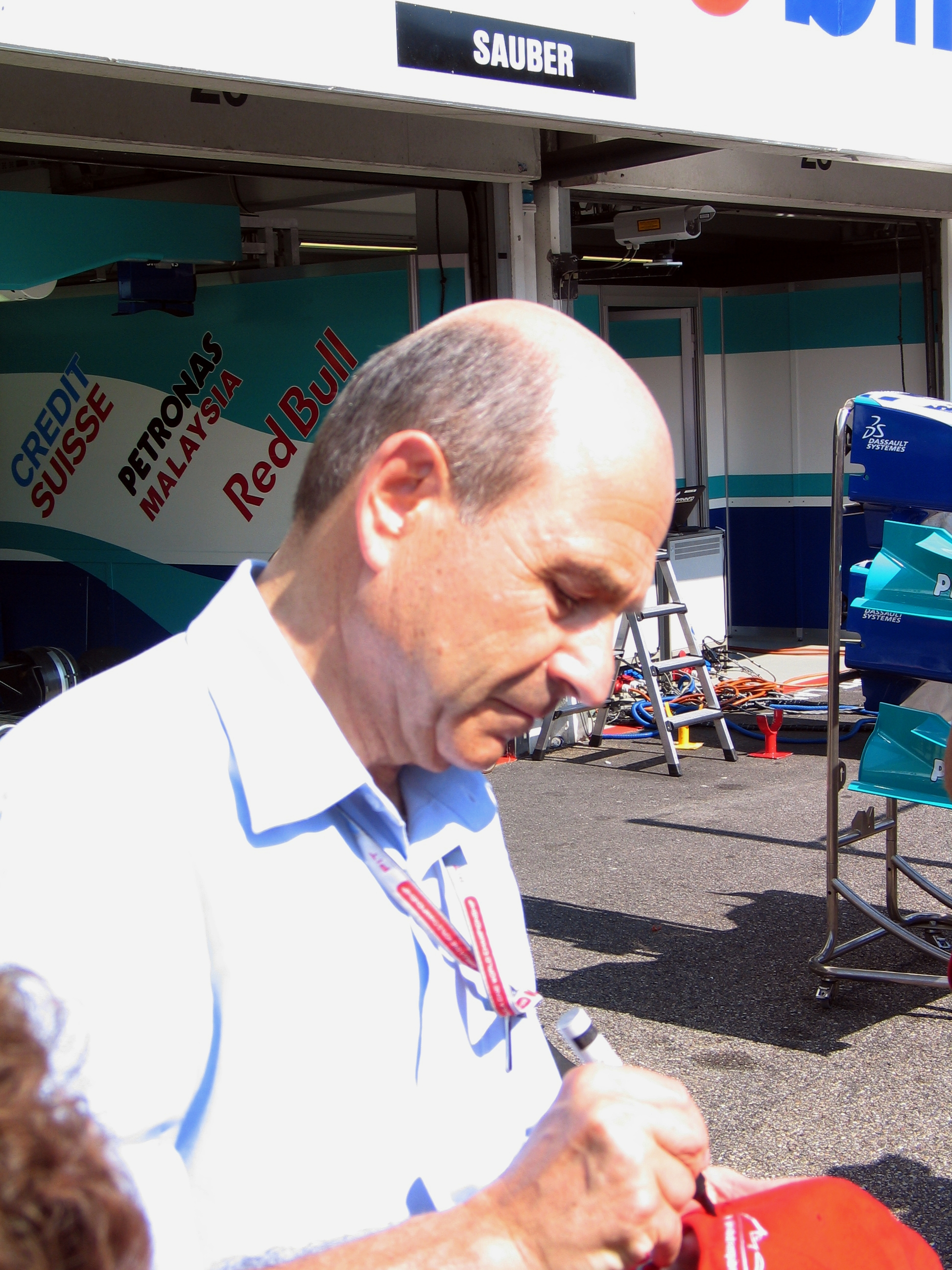
Peter Sauber fora da garagem da equipe Sauber.

Resultados do Grande Prêmio da Alemanha de Fórmula 1 (formalmente LXVI Großer Mobil 1 Preis von Deutschland) realizado em Hockenheim em 25 de julho de 2004. Décima segunda etapa da temporada, foi vencido pelo alemão Michael Schumacher, da Ferrari, num pódio formado por Jenson Button, da BAR-Honda, e Fernando Alonso, da Renault.

## Resumo
- Olivier Panis teve problema e ficou parado no grid. Devido a isso, houve uma nova volta de apresentação (daí as 66 voltas corrida) e Panis largou em último.
- Essa foi a última corrida de Cristiano da Matta pela Toyota; na Hungria Ricardo Zonta ocupou seu lugar.
- Jenson Button largou da 13º posição e terminou na 2ª posição.

## Classificação

### Treinos oficiais
| Pos.   | Nº | Piloto               | Equipe           | Tempo    | Diferença | Grid |
| ------ | -- | -------------------- | ---------------- | -------- | --------- | ---- |
| 1      | 1  | Michael Schumacher   | Ferrari          | 1:13.306 | —         | 1    |
| 2      | 3  | Juan Pablo Montoya   | Williams-BMW     | 1:13.668 | + 0.362   | 2    |
| 3      | 9  | Jenson Button        | BAR-Honda        | 1:13.674 | + 0.368   | 13¹  |
| 4      | 6  | Kimi Räikkönen       | McLaren-Mercedes | 1:13.690 | + 0.384   | 3    |
| 5      | 5  | David Couthard       | McLaren-Mercedes | 1:13.821 | + 0.515   | 4    |
| 6      | 8  | Fernando Alonso      | Renault          | 1:13.874 | + 0.568   | 5    |
| 7      | 7  | Jarno Trulli         | Renault          | 1:14.134 | + 0.828   | 6    |
| 8      | 2  | Rubens Barrichello   | Ferrari          | 1:14.278 | + 0.972   | 7    |
| 9      | 10 | Takuma Sato          | BAR-Honda        | 1:14.287 | + 0.981   | 8    |
| 10     | 17 | Olivier Panis        | Toyota           | 1:14.368 | + 1.062   | 9    |
| 11     | 4  | Antônio Pizzonia     | Williams-BMW     | 1:14.556 | + 1.250   | 10   |
| 12     | 14 | Mark Webber          | Jaguar-Cosworth  | 1:14.802 | + 1.496   | 11   |
| 13     | 15 | Christian Klien      | Jaguar-Cosworth  | 1:15.011 | + 1.705   | 12   |
| 14     | 11 | Giancarlo Fisichella | Sauber-Petronas  | 1:15.395 | + 2.089   | 14   |
| 15     | 16 | Cristiano da Matta   | Toyota           | 1:15.454 | + 2.248   | 15   |
| 16     | 12 | Felipe Massa         | Sauber-Petronas  | 1:15.616 | + 2.310   | 16   |
| 17     | 19 | Giorgio Pantano      | Jordan-Ford      | 1:16.192 | + 2.886   | 17   |
| 18     | 18 | Nick Heidfeld        | Jordan-Ford      | 1:16.310 | + 3.004   | 18   |
| 19     | 20 | Gianmaria Bruni      | Minardi-Cosworth | 1:18.055 | + 4.749   | 19   |
| 20     | 21 | Zsolt Baumgartner    | Minardi-Cosworth | 1:18.400 | + 5.094   | 20   |
| Fonte: |    |                      |                  |          |           |      |

- Nota 1:  Jenson Button foi punido com a perda de dez posições por trocar o motor.

### Corrida
| Pos.   | Nº | Piloto               | Construtor       | Voltas | Tempo/Diferença | Grid | Pontos |
| ------ | -- | -------------------- | ---------------- | ------ | --------------- | ---- | ------ |
| 1      | 1  | Michael Schumacher   | Ferrari          | 66     | 1:23:54.848     | 1    | 10     |
| 2      | 9  | Jenson Button        | BAR-Honda        | 66     | + 8.388         | 13   | 8      |
| 3      | 8  | Fernando Alonso      | Renault          | 66     | + 16.351        | 5    | 6      |
| 4      | 5  | David Coulthard      | McLaren-Mercedes | 66     | + 19.231        | 4    | 5      |
| 5      | 3  | Juan Pablo Montoya   | Williams-BMW     | 66     | + 23.055        | 2    | 4      |
| 6      | 14 | Mark Webber          | Jaguar-Cosworth  | 66     | + 41.108        | 11   | 3      |
| 7      | 4  | Antônio Pizzonia     | Williams-BMW     | 66     | + 41.956        | 10   | 2      |
| 8      | 10 | Takuma Sato          | BAR-Honda        | 66     | + 46.842        | 8    | 1      |
| 9      | 11 | Giancarlo Fisichella | Sauber-Petronas  | 66     | + 1:07.102      | 14   |        |
| 10     | 15 | Christian Klien      | Jaguar-Cosworth  | 66     | + 1:08.578      | 12   |        |
| 11     | 7  | Jarno Trulli         | Renault          | 66     | + 1:10.258      | 6    |        |
| 12     | 2  | Rubens Barrichello   | Ferrari          | 66     | + 1:13.252      | 7    |        |
| 13     | 12 | Felipe Massa         | Sauber-Petronas  | 65     | + 1 volta       | 16   |        |
| 14     | 17 | Olivier Panis        | Toyota           | 65     | + 1 volta       | 9    |        |
| 15     | 19 | Giorgio Pantano      | Jordan-Ford      | 63     | + 3 voltas      | 17   |        |
| 16     | 21 | Zsolt Baumgartner    | Minardi-Cosworth | 62     | + 4 voltas      | 20   |        |
| 17     | 20 | Gianmaria Bruni      | Minardi-Cosworth | 62     | + 4 voltas      | 19   |        |
| Ret    | 18 | Nick Heidfeld        | Jordan-Ford      | 42     | Handling        | 18   |        |
| Ret    | 16 | Cristiano da Matta   | Toyota           | 38     | Pneu            | 15   |        |
| Ret    | 6  | Kimi Räikkönen       | McLaren-Mercedes | 13     | Acidente        | 3    |        |
| Fonte: |    |                      |                  |        |                 |      |        |

## Tabela do campeonato após a corrida
| Pos.   | Piloto             | Pontos |
| ------ | ------------------ | ------ |
| 1      | Michael Schumacher | 110    |
| 2      | Rubens Barrichello | 74     |
| 3      | Jenson Button      | 61     |
| 4      | Jarno Trulli       | 46     |
| 5      | Fernando Alonso    | 39     |
| Fonte: |                    |        |

| Pos.   | Construtor       | Pontos |
| ------ | ---------------- | ------ |
| 1      | Ferrari          | 184    |
| 2      | Renault          | 85     |
| 3      | BAR–Honda        | 76     |
| 4      | Williams–BMW     | 47     |
| 5      | McLaren–Mercedes | 37     |
| Fonte: |                  |        |

- Nota: Somente as primeiras cinco posições estão listadas.